# Rensis Likert
Rensis Likert, född den 5 augusti 1903 i Cheyenne, WY, USA, död den 3 september 1981 i Ann Arbor, MI, var en amerikansk psykolog. Han blev känd för att ha utvecklat Likertskalan, ett sätt att skapa en användbar psykometrisk skala baserad på svar på flervalsfrågor. Likertskalan har blivit ett vida spritt och accepterat sätt att skatta människors tankar och känslor i opinionsundersökningar och personlighetstester.

## Biografi
År 1926 tog Likert en B.A. i ekonomi och sociologi vid universitetet i Michigan, och 1932 tog han en doktorsexamen i psykologi vid Columbiauniversitetet med avhandlingen A technique for the measurement of attitues. Likert arbetade sedan vid USA:s jordbruksdepartement, men övergick under andra världskriget att arbeta för U.S. Office of War Information. Han utsågs där 1944 till chef för "the United States Strategic Bombing Survey Morale Division (USSBS)".
Efter kriget sökte sig Likert och några av hans kollegor till universitetet i Michigan, där de 1946 bildade "Survey Research Center (SRC)". Detta blev 1949 "Institute for Social Research (ISR)" då Dorwin Cartwright lät sitt "Center for Group Dynamics" flytta från MIT till universitetet i Michigan. Likert var chef för ISR fram till sin pensionering 1970.
Han gick i pension vid 67 års ålder, och bildade då företaget Rensis Likert Associates, en organisation som byggde på Likerts teorier om management och organisationspsykologi. Han skrev åtskilliga böcker om management, konflikthantering och olika tillämpningar av forskning inom beteendevetenskap. Bland hans böcker kan nämnas New Ways of Managing Conflict (1976) och Human Organization: Its Management and Value (1967). Likert's bidrag inom företagsekonomi och organisationsteori gjorde det möjligt för chefer att organisera sina underställda mera effektivt. Likert grundlade även teorin om participative management, som användes för att göra anställda mer delaktiga på sin arbetsplats och i förlängningen skapa trivsel och engagemang. Likert's bidrag till psykometri, undersökande forskning (bland annat öppna frågor, open-ended interviewing) har påverkat områdena social- och organisationspsykologi.